# Mladí sociálni demokrati
Mladí sociálni demokrati (abbreviato in MSD, in italiano Giovani Social Democratici) è l'organizzazione giovanile del partito Direzione - Socialdemocrazia della Slovacchia, che riunisce i membri del partito di età compresa tra i 15 e i 27 anni.
L'organizzazione è affiliata all'International Union of Socialist Youth al livello internazionale mentre al livello europeo è affiliata alla YES (Young European Socialists).
L'attuale organizzazione nasce il 5 aprile 2002 dalla fusione di due associazioni giovanili, Sociálno-demokratická mládež Slovenska (SDMS - Gioventù socialdemocratico della Slovacchia) e Mladá demokratická ľavica (MDL - Giovani della Sinistra democratica). Formalmente un'organizzazione indipendente, ma MSD ha rafforzato i suoi legami con il partito socialdemocratico SMER firmando un patto di reciproca collaborazione nel 2008.